# Layar
Layar è una società olandese con sede ad Amsterdam nata nel 2009 da Raimo van der Klein, Claire Boonstra e Maarten Lens-FitzGerald.
Crearono un browser per dispositivi mobile chiamato Layar che permette agli utenti di fare ricerche sfruttando la tecnologia della Realtà aumentata.
Il primo settembre 2010, Il World Economic Forum annuncia Layar come Pioniere tecnologico per il 2011.

## Tecnologie
Perché Layar funzioni ha bisogno di:
- fotocamera
- bussola
- GPS
- Accelerometro

I dati si trovano sotto forma di strati o livelli chiamati layer che non sono altro che servizi web di tipo REST che forniscono punti di interesse geolocalizzati in prossimità del luogo in cui si trova l'utente.
I Layer sono mantenuti da terze parti usando API gratuite; Layar è responsabile della loro convalida nel processo di pubblicazione.
Da luglio 2010 Layar ha raggiunto 1000 layer.